# فارمینگتن (مینه‌سوتا)
فارمینگتن، مینه‌سوتا (به انگلیسی: Farmington, Minnesota) یک شهر در ایالات متحده آمریکا است که در شهرستان داکوتا واقع شده‌است.

## خصوصیات
فارمینگتن ۳۸٫۶۹ کیلومترمربع مساحت و ۲۱٬۰۸۶ نفر جمعیت دارد و ۲۷۵ متر بالاتر از سطح دریا واقع شده‌است.